# Living Colour
Living Colour — американський рок-гурт, заснований в 1984 році у Нью-Йорці. Стиль гурту можна визначити, як суміш таких жанрів, як: фрі-джаз, фанк, хіп-хоп, хард-рок, експериментальний рок і хеві-метал. 

## Історія
Групу сформував гітарист Вернон Рейд у 1984 році, потім до нього приєдналися басист Мазз Скіллінгз та ударник Вілл Калоун. Група стала успішною після того, як кліп на пісню «Cult of Personality» потрапив в активну ротацію на MTV. За цю пісню Living Colour у 1989 році отримали премію MTV Video Music Awards за найкраще відео дебютанта, а у 1990 році стала лауреатом премії « Греммі » за « Найкраще виконання у стилі хард-рок ». Крім того, пісня «Glamour Boys»  була номінована на премію «Греммі» у категорії « Найкраще вокальне рок-виконання дуетом чи гуртом »
Гурт випустив три студійні альбоми і в 1995 році розпався. Однак у 2000 році возз'єдналася знову, після чого було видано ще два альбоми.
Знаменита пісня "Cult of Personality" використовується, як музична тема відомого рестлера СМ Панка . Також пісня була використана у відео-грі GTA: San Andreas на радіостанції "Radio X".

## Дискографія
Студійні альбоми
- Vivid (1988)
- Time's Up (1990)
- Stain (1993)
- Collideøscope (2003)
- The Chair in the Doorway (2009)
- Shade (2017)

Концертні альбоми
- Dread
- Live from CBGB's
- Instant Live
- CBGB OMFUG Masters: August 19, 2005 The Bowery Collection
- The Paris Concert

Міні альбоми
- Biscuits
- Who Shot Ya?

## Склад
- Вернон Рід – соло-гітара, гітарний синтезатор, бек-вокал (1984–1995, 2000 – дотепер) ; вокал (1984–1985)
- Корі Гловер — вокал, час від часу ритм-гітара, іноді бубон (1985–1995, 2000 – дотепер)
- Вілл Калхун — ударні, перкусія, клавішні, семпли, бек-вокал (1986–1995, 2000 – дотепер)
- Дуглас Вімбіш — бас-гітара, барабани, гітара, бек-вокал (1992–1995, 2000 – дотепер)

Колишній
- Алекс Мозлі — бас
- Джером Харріс — бас
- Карл Джеймс — бас
- Грег Картер — ударні
- Pheeroan akLaff – ударні
- Дж. Т. Льюїс — ударні
- Гері Аллен — клавішні (померла; 2017)
- DK Dyson – вокал
- Марк Ледфорд — вокал (помер; 2004)
- Muzz Skillings — бас, бек-вокал (1986–1992, одноразове шоу 2006)

## Нагороди

### MTV Video Music Awards
- 1989 - Кращий новий виконавець (« Cult of Personality»)
- 1989 — найкраще групове відео (« Cult of Personality »)
- 1989 — Найкращий сценічний виступ (« Cult of Personality »)

### Греммі
- 1990 — найкраще хард-рок виконання (перемога) (« Cult of Personality »)
- 1990 - Найкращий рок-виступ дуету або групи з вокалом (номінація) (" Glamour Boys ")
- 1991 - Найкраще хард-рок виконання (переміг) ( Time's Up )
- 1994 — Найкраще хард-рок виконання (номінація) (« Leave It Alone »)